# Tajemnica spowiedzi
Tajemnica spowiedzi – jeden z obowiązków spowiednika. Polega na zachowaniu w tajemnicy wszelkich faktów, o których spowiednik dowiaduje się podczas spowiedzi danej osoby. W Kościele katolickim naruszenie tajemnicy spowiedzi przez spowiednika pociąga za sobą konsekwencje w postaci popadnięcia w ekskomunikę, od której może zwolnić tylko Stolica Apostolska. Inne osoby naruszające tajemnicę również mogą być ukarane ekskomuniką.
Zdrada tajemnicy spowiedzi ma miejsce, gdy spowiednik, mówiąc o konkretnej osobie (wprost lub domyślnie), wspomina o fakcie, który zna z jej spowiedzi. Może chodzić tu zarówno o grzechy, jak też i inne sprawy poruszane w ramach spowiedzi, a także fakt rozgrzeszenia lub jego brak. Spowiednik narusza tajemnicę spowiedzi nawet, gdy wspomina o fakcie jej zaistnienia, np. gdy z imienia i nazwiska wskazuje się, że dana osoba przystąpiła do sakramentu pokuty.
Naruszenie to nie zachodzi, gdy spowiednik mówi o czyjejś spowiedzi (nawet o grzechach) bez wskazania osoby. Nie ma także naruszenia tajemnicy, gdy mówi o faktach ze spowiedzi fikcyjnej (udawanej). Sporna jest kwestia poruszania przez spowiednika tematów, które zna jednocześnie ze spowiedzi i spoza niej.
Nieprawdziwe oskarżenie o zdradę tajemnicy spowiedzi jest uznawane za grzech ciężki, zważywszy na niemożność bronienia się przez spowiednika.
Tak rozumiana tajemnica spowiedzi nie obowiązuje penitenta względem swojej spowiedzi. Tajemnicą spowiedzi są też objęte fakty znane ze spowiedzi cudzej (podsłyszane), a mówienie o nich należy rozpatrywać w kategorii naruszenia tajemnicy naturalnej (także w kategoriach grzechu).

## Kościół katolicki
Zgodnie z Kodeksem prawa kanonicznego Kościoła rzymskokatolickiego:

Kan. 983
§ 1. Tajemnica sakramentalna jest nienaruszalna; dlatego absolutnie nie wolno spowiednikowi słowami lub w jakikolwiek inny sposób i z jakiejkolwiek przyczyny w czymkolwiek zdradzić penitenta.
§ 2. Obowiązek zachowania tajemnicy ma także tłumacz, jeżeli jest obecny, jak również wszyscy inni, którzy w jakikolwiek sposób uzyskali ze spowiedzi informację o grzechach.

Kan. 1388
§ 1. Spowiednik, który narusza bezpośrednio sakramentalną tajemnicę spowiedzi, zaciąga ekskomunikę latae sententiae, zarezerwowaną dla Stolicy Apostolskiej; gdy zaś narusza ją tylko pośrednio, powinien być ukarany stosownie do ciężkości przestępstwa.
§ 2. Tłumacz i inni, o których mowa w kan. 983 § 2, którzy naruszają tajemnicę, powinni być ukarani sprawiedliwą karą, nie wyłączając ekskomuniki.

Zgodnie zaś z Kodeksem kanonów Kościołów wschodnich:

Kan. 733  
§ 1. Tajemnica spowiedzi jest nienaruszalna. Spowiednik powinien pilnie troszczyć się o to, by ani słowem, ani znakiem, ani w jakikolwiek inny sposób i dla jakiejkolwiek przyczyny w niczym nie zdradzić penitenta.
§ 2. Obowiązek zachowania tajemnicy ma także tłumacz, jeśli występuje, jak również wszyscy inni, którzy w jakikolwiek sposób zdobyli ze spowiedzi wiadomości o grzechach.

Kan. 728  
§ 1. Stolicy Apostolskiej jest zarezerwowane rozgrzeszenie z następujących grzechów:
1° bezpośrednie naruszenie tajemnicy spowiedzi;
(...)

## Prawo świeckie
Tajemnica spowiedzi może być uwzględniona także w prawie świeckim poprzez zwolnienie duchownego z obowiązku ujawniania organom państwa informacji, które duchowny uzyskał w ramach spowiedzi. 

### Polska
Polskie prawo uwzględnia te zasady. Prawo karne procesowe wyłącza możliwość przesłuchiwania jako świadków duchownych co do faktów, o których dowiedzieli się w trakcie spowiedzi (art. 178 pkt 2 kpk). Natomiast zgodnie z kodeksem postępowania cywilnego duchowny może odmówić zeznań co do faktów powierzonych mu na spowiedzi (art. 261 § 2 kpc). Kodeks postępowania administracyjnego stanowi, że w postępowaniu administracyjnym świadkami nie mogą być duchowni co do faktów objętych tajemnicą spowiedzi (art. 82 pkt 3 kpa). Identyczne rozwiązanie wobec duchownych prawnie uznanych wyznań w postępowaniu podatkowym przewidziano w art. 195 pkt 3 Ordynacji podatkowej.

### Australia
W stanie Queensland 9 sierpnia 2020 r. uchwalono ustawę, która zmusza duchownych do zgłaszania na policję znanych lub podejrzewanych przypadków nadużyć, co oznacza, że nie mogą już wykorzystywać świętości wyznania jako obrony lub usprawiedliwienia w sprawach związanych z wykorzystywaniem seksualnym dzieci.

### Irlandia
Tajemnica spowiedzi została uznana na mocy prawa zwyczajowego Republiki Irlandii jako przywilej kapłański w sprawie Cook v. Carroll [1945] IR 515, uchylający wcześniejszy wyrok z 1802 roku. W 2011 r. w następstwie kilku skandali związanych z wykorzystywaniem seksualnym rząd Fine Gael–Labour ogłosił plany kryminalizacji niezgłoszenia zarzutów molestowania dzieci, nawet jeśli dokonano go podczas przyznania się do winy. Seán Brady, katolicki prymas całej Irlandii, potępił to jako naruszenie pieczęci konfesjonału.

### Francja
W październiku 2021 r. raport badający seksualne wykorzystywanie dzieci przez duchownych katolickich i świeckich zatrudnionych przy kościele zalecał, aby księża zawiadamiali policję o przypadkach wykorzystywania dzieci, o których mowa w spowiedzi. Biskup Éric de Moulins-Beaufort odrzucił to zalecenie. Minister spraw wewnętrznych Darmanin powiedział mu na spotkaniu, że księża mają obowiązek zgłaszania policji przypadków przemocy seksualnej wobec dzieci, nawet jeśli są przesłuchiwane w konfesjonale. Rzecznik Konferencji Episkopatu Francji powiedział później, że nie są do tego zobowiązani.